# Панькова
Панькова — село в Україні, у Бродівській міській громаді Золочівського району Львівської області. Населення становить 26 осіб. Орган місцевого самоврядування — Бродівська міська рада.

## Назва
За роки радянської влади село в документах називали «Панькові». 1989 р. селу надали сучасну назву.

## Історія
12 червня 2020 року, відповідно до розпорядження Кабінету Міністрів України № 718-р «Про визначення адміністративних центрів та затвердження територій територіальних громад Львівської області», село увійшло до складу Бродівської міської громади.
19 липня 2020 року, в результаті адміністративно-територіальної реформи та ліквідації Бродівського району, село увійшло до складу новоствореного Золочівського району.

## Постаті

### Загинули
- Жоломій Володимир Степанович — бойовик референта СБ Лопатинського районного проводу ОУН, лицар Бронзового Хреста бойової заслуги

## Населення

### Мова
Розподіл населення за рідною мовою за даними перепису 2001 року:
| Мова       | Кількість | Відсоток |
| ---------- | --------- | -------- |
| українська | 68        | 100%     |